# 為尊親王
為尊親王（977年—1002年7月25日），即生於貞元二年，卒於長保四年六月十三日），日本平安時代中期皇族。

## 人物生平
为尊亲王是冷泉天皇第三子，母親是女御藤原超子（藤原兼家之女）。同母姊光子內親王，同母兄三條天皇，同母弟敦道親王。由於母親早逝，他和兄長三條天皇自幼在外祖父藤原兼家的愛護下成長。
永祚元年（989年）十一月元服、親王宣下，授四品，官拜彈正尹，因此又別號彈正宮，後晉為二品。正曆三年（993年）經異母兄花山天皇推薦，納藤原伊尹的九女為妃。兩人之間沒有生育，有一養子藤原良經（實父藤原行成）。
為尊親王年幼時以「幼美姿儀，光彩懾人」聞名。元服後時人認為他不如之前俊美，性格也有點輕浮。大約在長保三年（1001年），他與和歌歌人和泉式部陷入熱戀，身份上的差別（和泉式部僅是中流貴族，為尊親王卻為天皇之子），加上和泉式部乃有夫之婦，有關兩人的流言和非議迅即傳遍平安京宮廷。結果和泉式部丈夫橘道貞憤然與她離緣，其父大江雅致亦與她斷絕父女關係。然而這段愛情僅維持了一年多，於長保四年（1002年）因為為尊親王急病早逝告終。日本歷史小說《榮花物語》卷第七中記錄，有傳言認為尊親王急病而亡的原因是他「微行荒淫」，不顧疫病流行於夜晚外出，而他所夜訪的女性就是和泉式部。
他逝世時僅26歲，冷泉院對他的早逝也嘆息不已。

## 亲属
- 父：冷泉天皇
- 母：藤原超子(藤原兼家之女)
- 兄弟:三條天皇、敦道親王、異母兄花山天皇
- 姊妹:光子內親王
- 王妃：藤原伊尹九女
  - 养子：藤原良经（王妃的侄孙，亲生父亲为藤原行成）
- 情婦：和泉式部